# Rheumaptera pallidata
Rheumaptera pallidata är en fjärilsart som beskrevs av Paul Dognin 1904. Rheumaptera pallidata ingår i släktet Rheumaptera och familjen mätare. Inga underarter finns listade.